# Hunzenschwil
Hunzenschwil (gsw. Hunzeschwyl) – gmina (niem. Einwohnergemeinde) w Szwajcarii, w kantonie Argowia, w okręgu Lenzburg. Liczy 4209 mieszkańców (31 grudnia 2020).